# Wassili Konstantinowitsch Blücher

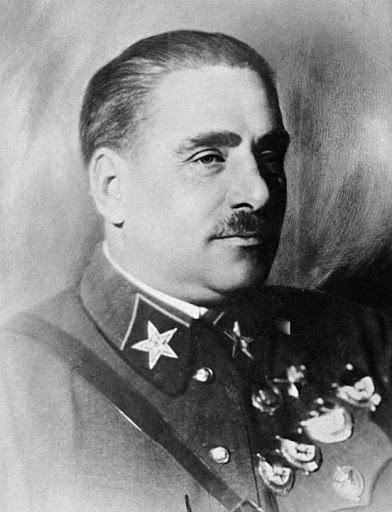
Wassili Blücher in den 1930 Jahren

Wassili Konstantinowitsch Blücher (* 19. Novemberjul. / 1. Dezember 1889greg. in Barschtschinka, Rajon Rybinsk, Gouvernement Jaroslawl; † 9. November 1938; russisch Василий Константинович Блюхер, wiss. Transliteration Vasilij Konstantinovič Bljucher; geboren als Wassili Konstantinowitsch Gurow) war General der Roten Armee und Marschall der Sowjetunion.

## Biografie
Wassili Konstantinowitsch wurde als Sohn der Bauernfamilie Gurow in Barschtschinka, Gouvernement Jaroslawl, geboren. Sein Urgroßvater war Leibeigener, hatte am Krimkrieg teilgenommen und sich dabei viele Auszeichnungen erworben. Nach seiner Rückkehr erhielt er daher von dem Gutsbesitzer den Spitznamen Blücher. Dieser Spitzname wurde im Laufe der Jahre weitergegeben, bis Wassili Konstantinowitsch ihn als echten Familiennamen übernahm. Von 1904 an war Blücher Schüler der örtlichen Pfarrschule, bis sein Vater ihn aus finanzieller Not mit nach St. Petersburg nahm, damit er sich dort seinen Lebensunterhalt verdienen konnte. Blücher arbeitete als Gehilfe in einem Laden und später als Hilfsarbeiter im Französisch-Russischen Maschinenbauwerk. Dort wurde ihm gekündigt, weil er sich an einer Demonstration der Arbeiter beteiligt hatte. Auf der Suche nach Arbeit reiste er nach Moskau. Dort wurde er 1909 Schlosser in der Waggonfabrik Mytischtschi. 1910 wurde er wegen Aufrufs zum Streik verhaftet und zu Gefängnishaft verurteilt.

### Erster Weltkrieg und Oktoberrevolution
Mit Beginn des Ersten Weltkrieges wurde Blücher aus dem Gefängnis entlassen und als Soldat in die Russische Armee eingezogen. Blücher diente in der 8. russischen Armee unter Brussilow. Wegen seiner Tapferkeit wurde Blücher zweimal mit dem Kreuz des heiligen St. Georg ausgezeichnet und zum Unteroffizier befördert. Wenig später wurde er jedoch bei Ternopil schwer verwundet. Aufgrund seiner Verletzung wurde er vom Militärdienst freigestellt. Er reiste nach Nischni Nowgorod und arbeitete dort auf der Sormow-Werft. Später zog er nach Kasan um und arbeitete in der dortigen Mechanikfabrik. In Kasan trat er 1916 den Bolschewiki bei. Im Mai 1917 machte Blücher Bekanntschaft mit Kuibyschew. Von Kuibyschew wurde er zum 102. Ersatzregiment der russischen Armee geschickt, um dort für die Bolschewiki zu agitieren. Wenig später wurde Blücher in das Regimentskomitee gewählt und Deputierter der Soldaten im Stadtsowjet von Kasan. Während der Oktoberrevolution war Blücher Mitglied des lokalen Kriegs- und Revolutionskomitees von Samara.

### Karriere in der Roten Armee
Im Verlauf des November 1917 wurde Blücher in Tscheljabinsk zum Kommissar der Roten Garden ernannt und zum Vorsitzenden des Tscheljabinsker Revolutionären Komitees gewählt. Zu Beginn des Jahres 1918 gelang ihm während des ausgebrochenen russischen Bürgerkriegs die Eroberung Orenburgs, das von antibolschewistischen Kosakeneinheiten unter Dutow im November 1917 besetzt worden war. Die Besetzung der sibirischen Stadt war der erste in einer Reihe von militärischen Erfolgen während des Bürgerkriegs, die ihn zu einem der bekanntesten Befehlshaber der im März 1918 von Trotzki neu gegründeten Roten Armee machen sollten. Mit der Gründung der Roten Armee wurden die bisherigen Roten Garden automatisch in das neue Landheer der Bolschewiki integriert.

#### Operationen in Sibirien
Die Position der Bolschewiki war in Sibirien bei weitem nicht so gefestigt, wie es im europäischen Teil Russlands der Fall war. Daher gerieten die sibirischen Truppen der Roten Armee in eine kritische Lage, als im Mai 1918 der Aufstand der Sozialrevolutionäre ausbrach. Dieser wurde von Soldaten der ehemaligen Tschechoslowakischen Legionen des Russischen Heeres unterstützt, die die transsibirische Eisenbahnlinie unter ihre Kontrolle brachten. Nach der Rückeroberung Jekaterinburgs am 25. Juni 1918 kesselten die konterrevolutionären Truppen Orenburg ein. Blücher stellte sich an die Spitze der in der Stadt befindlichen roten Truppen und führte sie in Gewaltmärschen über den Ural auf Territorien zurück, die noch unter Kontrolle der Bolschewiki standen. Für diese militärische Leistung wurde Blücher im November 1918 als erstem Träger der Rotbannerorden verliehen. Die von Blücher angeführte Abteilung wurde am 20. September 1918 als 30. Schützenregiment in die 4. Uraldivision eingegliedert und Blücher offiziell zum Kommandeur des Regiments ernannt.
Im Januar 1919 wurde Blücher zum Assistenten des Befehlshabers der 3. sowjetischen Armee ernannt. Im April übernahm er die Aufgabe, als Platzkommandant den Rajon Wjatka gegen Angriffe der Weißgardisten zu befestigen. Im Sommer 1919 wurden die Einheiten zur Verteidigung des Bjatsker Rajons und die nördliche Expeditionsabteilung zur 51. Schützendivision unter dem Befehl von Blücher zusammengefasst. Mit dieser Einheit drang Blücher ausgehend von Tjumen bis zum Baikalsee entlang der transsibirischen Eisenbahnlinie nach Osten vor.

#### Kämpfe an der Südfront

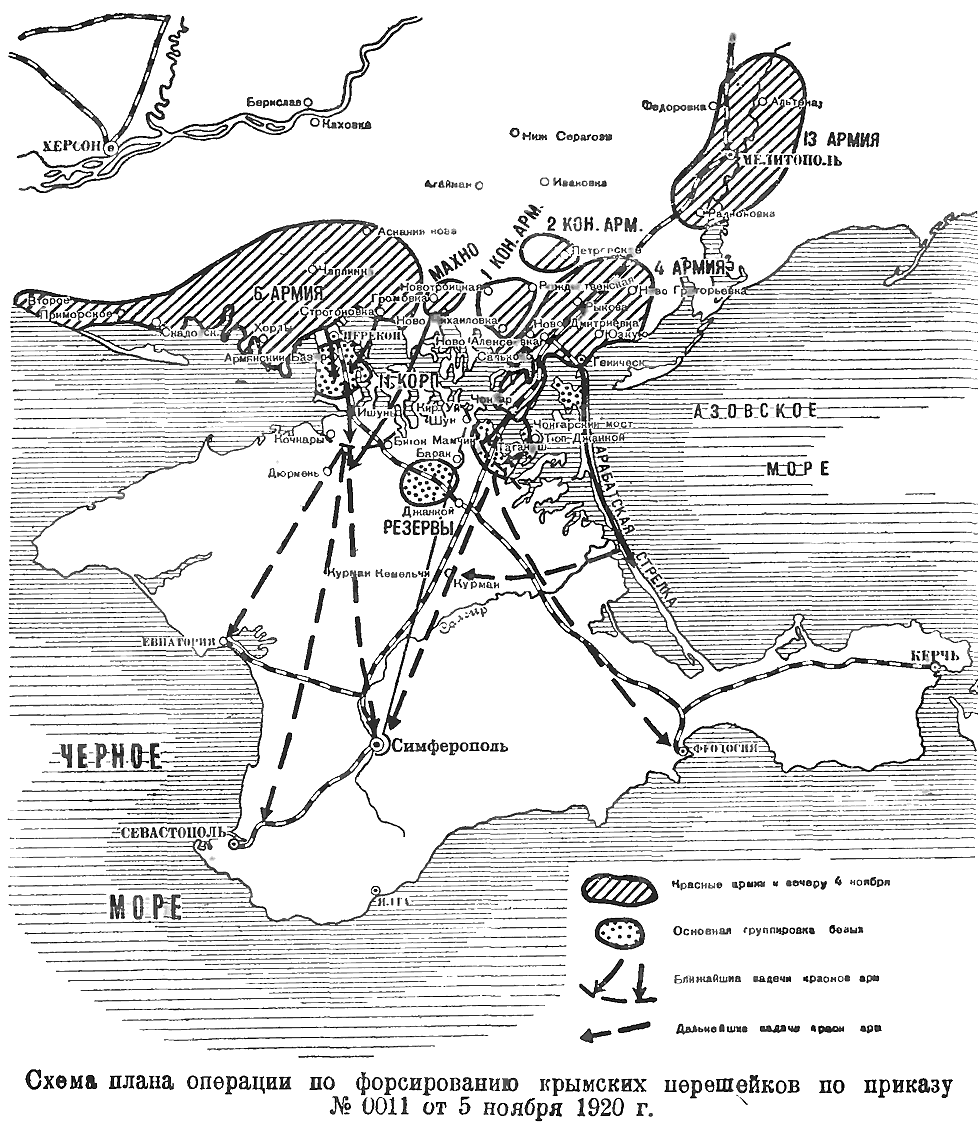
Darstellung der Offensive der Roten Armee, die zur Eroberung der Krim und zur Beendigung des Russischen Bürgerkriegs im europäischen Teil Russlands führte. Blücher hatte mit der erfolgreichen Verteidigung des Kachowker Rajons (links oben) gegen Wrangels Frühjahrsoffensive einen wesentlichen Anteil am Erfolg der Roten Armee.

Im März 1920 wurde die 51. Schützendivision an die Südfront verlegt. Blücher bekam die Aufgabe, das Kachowkaer Rajon gegen eine erwartete Offensive der Weißen Armee unter General Wrangel zu befestigen. Diese Offensive konnte trotz des Durchbruchs Wrangels in Richtung Osten abgewehrt werden, nicht zuletzt weil die unter dem Befehl Blüchers stehenden Truppen dem Ansturm standhielten und sich bei Perekop ein Brückenkopf der Roten Armee hielt. Nachfolgend konnte die Rote Armee aus dem Aufmarschgebiet bei Kachowka heraus Wrangels Truppen im August 1920 eine schwere Niederlage zufügen. Im November 1920 gelang es der Roten Armee schließlich, die Krim zu erobern und den Russischen Bürgerkrieg auf europäischem Boden zu beenden.

#### Fernöstliche Republik

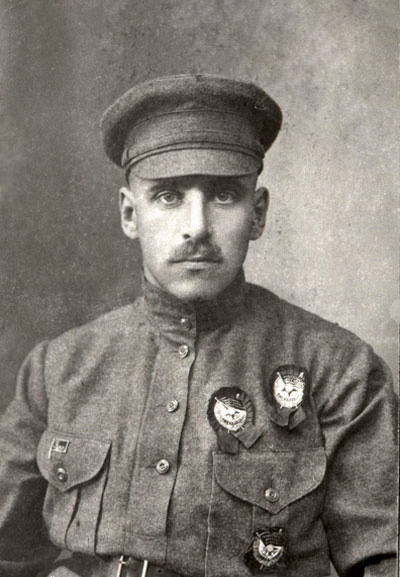
Wassili Blücher (1922)

1921 wurde Blücher erneut nach Russisch-Fernost versetzt, wo er die letzten noch von weißen Truppen kontrollierten Gebiete eroberte und an der Festnahme von Roman von Ungern-Sternberg beteiligt war. Am 21. Juli wurde Blücher zum Verteidigungsminister der Fernöstlichen Republik ernannt. In dieser Position verfolgte er das Ziel der vollständigen Befreiung des Fernen Ostens von der japanischen Besatzung. Verhandlungen mit dem Japanischen Kaiserreich und den Vereinigten Staaten, bei denen der Abzug aller Interventionstruppen beschlossen wurde, brachten 1922 den gewünschten Erfolg. Am 25. Oktober 1922 zogen die Truppen Blüchers in Wladiwostok ein. Am 15. November 1922 wurde die Fernöstliche Republik in die neu geschaffene Sowjetunion integriert. Lediglich der Norden der Insel Sachalin verblieb noch bis 1925 in japanischer Hand.

#### Zwischenstation Petrograd
Nach der Auflösung der Fernöstlichen Republik wurde Blücher zum Kommandeur-Kommissar des ersten Infanteriekorps der Roten Armee ernannt. Der Rang entsprach dem eines Generals, der aber zum damaligen Zeitpunkt in der Hierarchie der Roten Armee nicht existierte.
Von 1922 bis 1924 war Blücher Befehlshaber des Petrograder Verteidigungsbezirks.

#### Militärberater der Kuomintang
Von 1924 bis 1927 wurde er auf Anforderung der Kuomintang-Regierung als militärischer Berater nach China entsandt, wo er in geheimer Mission der Roten Armee unter dem Namen Galen an der Whampoa-Militärakademie in Kanton tätig war. Die junge Sowjetmacht sah sich der revolutionären Kuomintang-Bewegung Sun Yat-sens ideologisch verbunden und verfolgte bis zum Ende der 1920er Jahre eine entsprechende Bündnispolitik. Die Entsendung des siegreichen Generals verstand sich daher als besondere Geste der sowjetischen Führung gegenüber der Kuomintang.
Blücher war de facto für die Führung der Ersten Östlichen Expedition der Kuomintang verantwortlich, die im Januar 1925 stattfand. Er stellte fest, dass viele der chinesischen Generale, mit denen er zusammenarbeiten sollte, einen Mangel an Verantwortungsbewusstsein hatten. Darüber hinaus wurden seine Pläne nur gegen großen Widerstand seitens der chinesischen Offiziere umgesetzt. Die Unternehmung wurde aber trotz dieser Schwierigkeiten zu einem Erfolg. Die Zweite Ostexpedition und die Nordexpedition wurden mit Hilfe Blüchers und der ihm unterstellten Berater ebenfalls erfolgreich durchgeführt. Der letztere Feldzug sicherte der Kuomintang eine zentrale Machtposition in China. Nachdem die chinesischen Kommunisten durch Chiang Kai-Shek entmachtet worden waren, zogen die sowjetischen Berater im Juli 1927 aus China ab.

#### Befehlshaber der Besonderen Fernostarmee

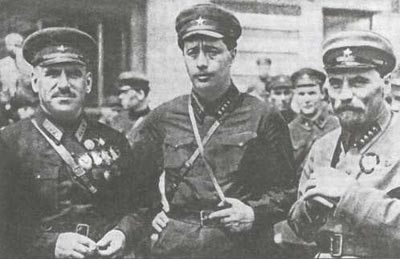
Wassili Konstantinowitsch Blücher, Semjon Israilewitsch Sapadnij (NKWD) und Terenti Dmitrijewitsch Deribas (NKWD) um 1932

Nach der Rückkehr aus China übernahm Blücher bis zum August 1929 zunächst den Oberbefehl über die Rote Armee in der Ukraine und danach die Führung der neu aufzubauenden  Besonderen Fernostarmee, deren Hauptquartier in Chabarowsk angesiedelt wurde. Mit dieser Armee bekämpfte er erfolgreich die Truppen der chinesischen Nationalrevolutionären Armee unter der Führung von Zhang Xueliang während des bis zum 22. Dezember andauernden Chinesisch-Sowjetischen Grenzkrieges von 1929. Für diesen militärischen Erfolg wurde er mit dem Orden des Roten Sterns ausgezeichnet.
1933 drohte Blücher damit, vom Posten des Kommandeurs des fernöstlichen Militärbezirks zurückzutreten, falls die von Stalin initiierte landwirtschaftliche Zwangskollektivierung auch in den fernöstlichen Gebieten der Sowjetunion umgesetzt werden sollte. In diesem Fall könne er nicht mehr für die Sicherheit des Militärbezirks garantieren. Wegen dieser Intervention wurde die landwirtschaftliche Kollektivierung im sowjetischen Fernen Osten nicht durchgeführt.
Blücher gehörte 1935 zu den fünf ersten hohen Offizieren der Roten Armee, die zu Marschällen der Sowjetunion ernannt wurden. Die hohe Priorität, welche die Besondere Fernostarmee aufgrund ihrer Aufgabenstellung hatte, schützte Blücher zunächst vor den 1936 beginnenden Stalinschen Säuberungen. Die im Februar 1937 erfolgende Reorganisation der Besonderen Fernostarmee in eine Heeresgruppe mit dem Namen „Fernöstliche Rotbannerfront“ stärkte zunächst seine Position.

Er gehörte im Juni 1937 dem Militärtribunal des Geheimen Moskauer Militärprozesses an, das Marschall Tuchatschewski zusammen mit sieben weiteren Generalen der Roten Armee zum Tode verurteilte. Während Blücher in Moskau dem Tribunal beiwohnte, begann im Fernen Osten die Säuberung der „Fernöstlichen Rotbannerfront“ durch das NKWD. Solschenizyn schrieb dazu:

„Marschall Wassilij Blücher ist ein Symbol [der Zeit des Großen Terrors]: Er thronte im Gerichtspräsidium und richtete Tuchatschewski […]. Kaum war Tuchatschewski erschossen, da rollte auch Blüchers Kopf.“

### Verhaftung und Tod

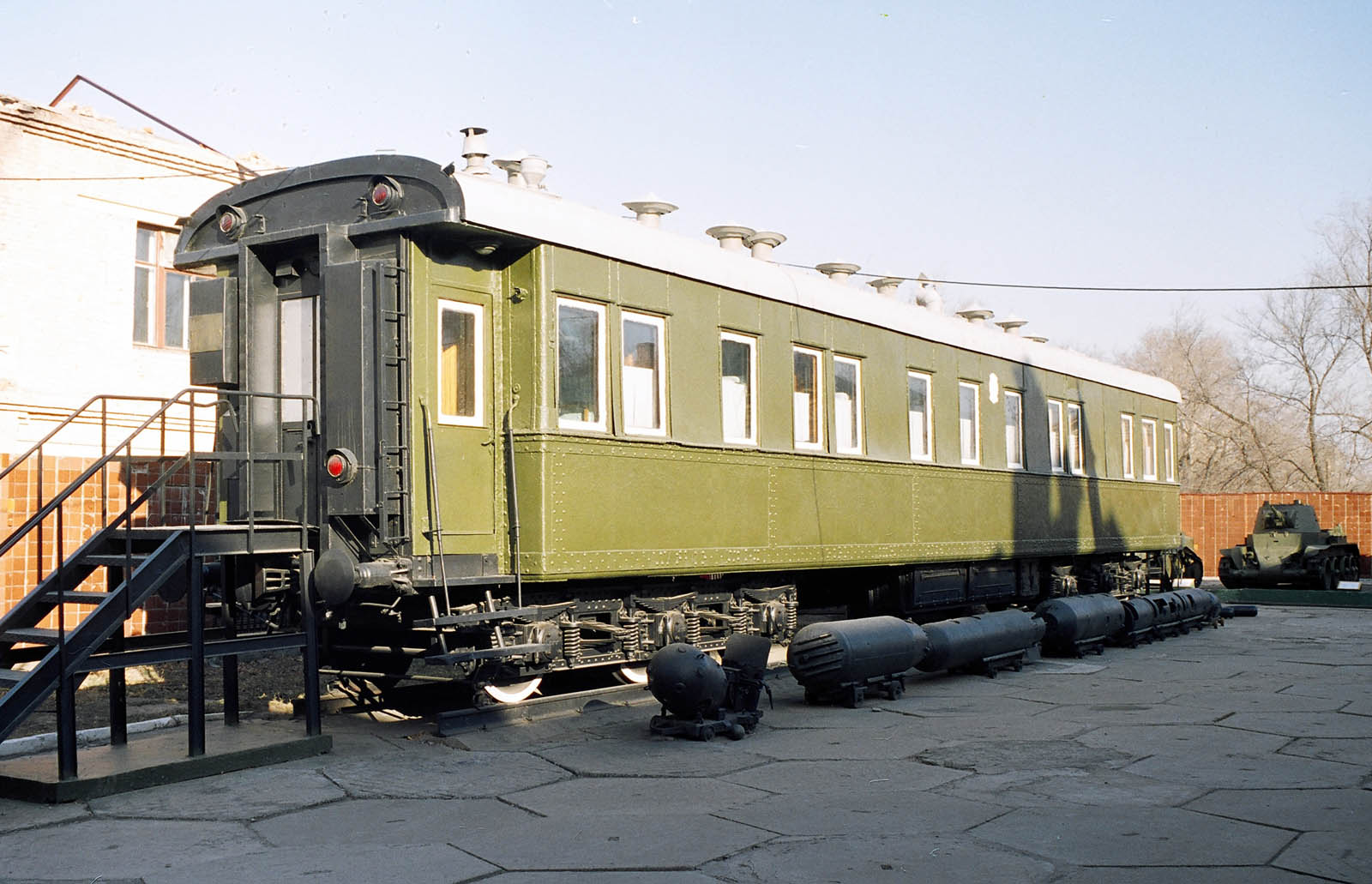
Von Blücher als Kommandozentrale genutzter Eisenbahnwaggon, Militärmuseum Chabarowsk

Im Sommer 1938 gelang es Blücher, einen japanischen Angriff auf das Staatsgebiet der Sowjetunion in der Schlacht am Chassansee vom 29. Juli bis zum 11. August 1938 abzuwehren. Dass es den Japanern gelungen war, am 31. Juli auf sowjetisches Territorium vorzudringen, wurde Blücher von Seiten des sowjetischen Volkskommissariats für Verteidigung als schweres Versagen angelastet. Er wurde zurück nach Moskau beordert und von seinem Kommando entbunden. Am 22. Oktober 1938 wurde Blücher verhaftet und zunächst in die Zentrale des NKWD gebracht. Er wurde kurz darauf der Spionage für Japan und des Verrats bezichtigt. Für die Untersuchung seines Falles war der stellvertretende Volkskommissar des NKWD, Beria, zuständig. Blücher wurde mit erzwungenen Geständnissen seines Stellvertreters Iwan Fedko, des Korpskommandeurs Chacharjan sowie seines Bruders Pawel Gurow konfrontiert, weigerte sich aber, die gegen ihn vorgebrachten Anschuldigungen zu gestehen.
Am 3. November wurde Blücher auf Anweisung Berias in das Lefortowo-Gefängnis verlegt und dort schwer gefoltert. Laut einem Artikel des Historikers Safonow waren Beria und sein Stellvertreter Iwanow die einzigen Personen, die für die Befragung Blüchers verantwortlich waren. Unter dem Druck ständiger Gewaltanwendung begann Blücher ein Geständnis zu schreiben, das aber unvollendet blieb, da er aufgrund innerer Verletzungen am Abend des 9. November 1938 verstarb. Die Leiche wurde nicht den Angehörigen übergeben, sondern im damals einzigen Moskauer Krematorium auf dem Donskoi-Friedhof eingeäschert und die Asche dort in ein Massengrab geworfen.
Nach dem Ende der Stalin-Ära rehabilitierte der oberste sowjetische Militärgerichtshof Blücher 1956 als Helden des Russischen Bürgerkriegs und erklärte die gegen ihn erhobenen Anklagen für nichtig.

## Auszeichnungen
- Russischer Orden des Heiligen Georg
- Rotbannerorden (1918, 1921 (2×) und 1928 (2×))
- Orden des Roten Sterns (1930)
- Leninorden (1931 und 1938)
- Medaille „20 Jahre Rote Armee der Arbeiter und Bauern“ (1938)